# Станіслав Радзивілл
Станіслав Радзивілл Побожний (12 травня 1559, Лукішки, тепер Вільнюс — 19 березня 1599, Пассау-над-Дунаєм) — державний, військовий і політичний діяч Великого князівства Литовського. Представник княжого роду Радзивіллів гербу Труби. Великий маршалок литовський. Перший олицький ординат.

## Життєпис

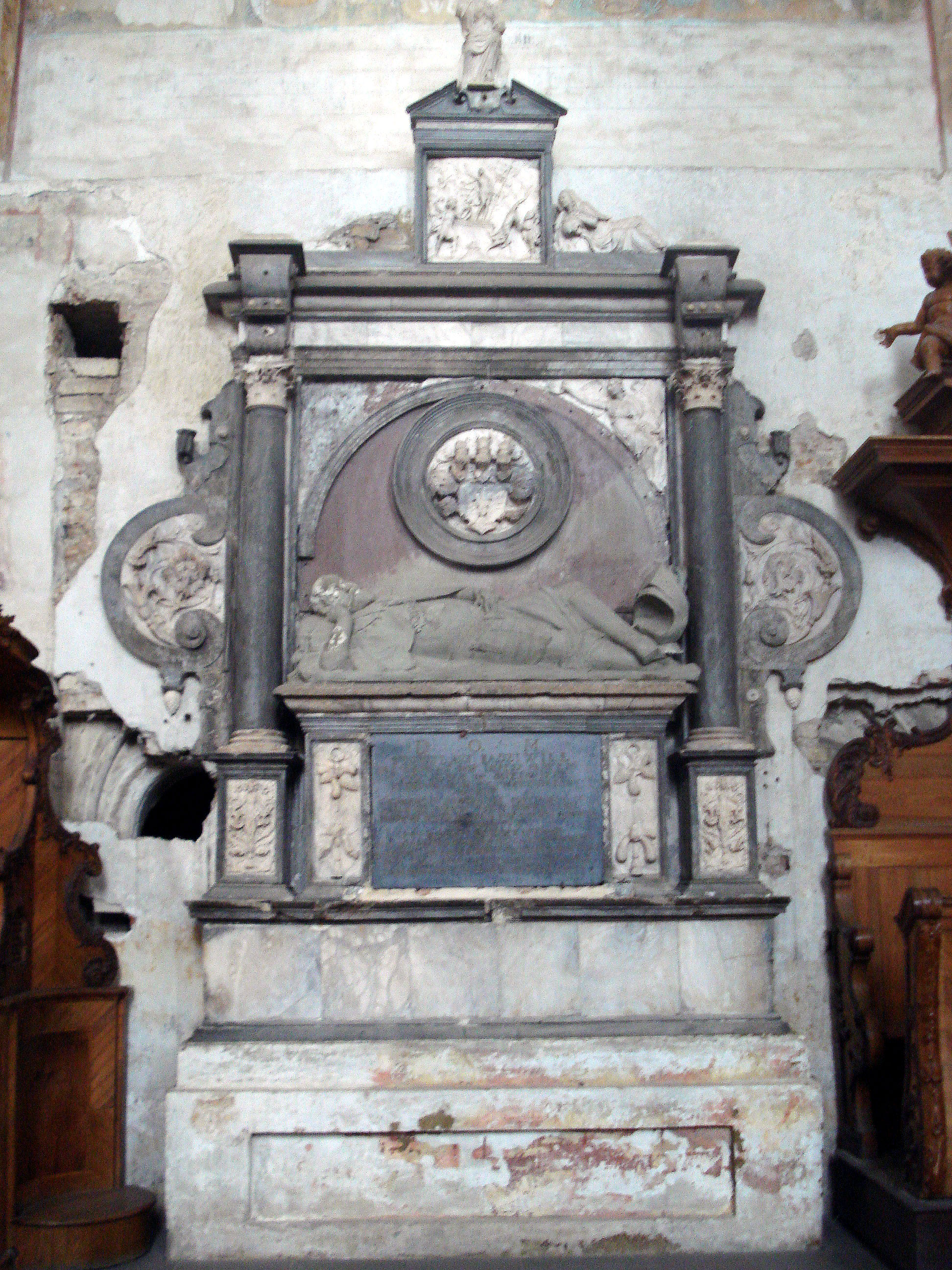
Надгробок С. Радзивілла, Вільнюс

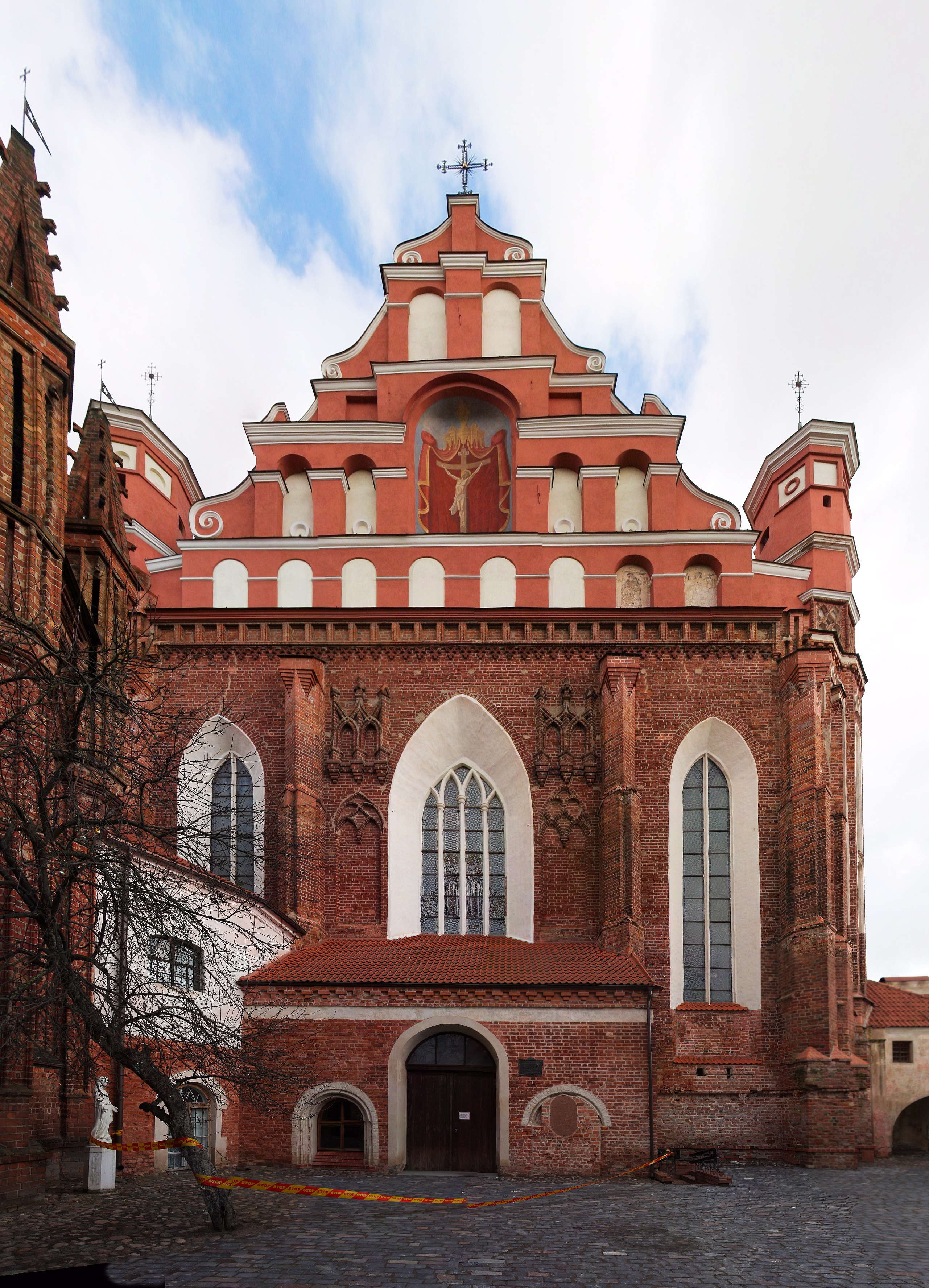
Костел святого Франциска, Вільнюс

Наймолодший син Миколи Христофора Радзивілла (Чорного) та його дружини Ельжбети з Шидловецьких.
Перед Пасхою 1574 склав у Вільнюсі католицьке «визнання віри» разом з братами Юрієм, Альбрехтом. Після зміни обряду вигнав «міністрів» (аріян чи кальвіністів) з власних володінь, в Олиці забрав кальвінський збір, передав його католикам, які заснували парафіяльний костел Св. Трійці. Через ревну підтримку Католицької церкви у творах 18-19 ст. його називали прізвиськом «Побожний».
Після проведеного 4 грудня 1577 поділу спадку отримав частину Олики, Хорлуп, Радивилів з Немировом і Яблонною на Волині, також маєтності в Білорусі, Литві. Спільно з Миколаєм Христофором «Сиріткою» були творцями Олицької ординації на підставі акту від 20 липня 1586, виданого у Несвіжі.
Першу дерев'яну церкву на місці теперішнього колегіального костелу Святої Трійці (Олика) було збудовано у 1588 році за його сприяння. Пйотр Скарґа переконав його відійти від кальвінізму.
9-16 листопада 1593 року була укладена угода (інтерциза) між литовським маршалком С. Радзивіллом та львівським підкоморієм Миколаєм Жолкевським про встановлення меж між маєтками Радзивіллів та Бродами, яку зареєстрував земський суд Крем'янця.
У травні 1598 лікувався у медиків Львова. 1598 року підтримав місійну акцію Іпатія Потія, разом з групою волинських шляхтичів висловив вдячність королю за підтримку унії з РКЦ.
9 жовтня 1598 в Олиці підписав заповіт. В ньому, зокрема, призначив 16000 зл. п. та маєток Носовичі на будівництво костелу св. Хреста та кляштору домініканців в Олиці, по 600 — на будівництво костелів у Радивилові, Нігневичах. Наприкінці 1598 уклав констракт на 2000 зл. п. з медиком-німцем (з Мекленбурґа) на лікування хвороби з умовою, що вона пройде. Помер 19 березня 1599 в Пассау-над-Дунаєм. Багато дослідників помилково вказують місцем смерті Братиславу. Його тіло перевезли до Вільнюса, де поховали в середині жовтня 1599 згідно з його волею в родинному гробівці у костелі бернардинців св. Франціска.

## Сім'я
Дружина — донька волинського каштеляна Михайла Мишки Марина (1563—22.1.1600, Радивилів, була похована у парафіяльному костелі Олики), вдова ротмістра Стажецького (чи Стаженського, можливо, Стефана). 10 травня 1587 уклали шлюбний контракт. Родичі не сприйняли її, вважаючи не «корисною» партією. Мали 6 дітей, 4 дожили до повноліття:
- Микола Христофор (1589 — 1614) — другий олицький ординат, помер після повернення до Олики з-за кордону
- Альбрехт-Станіслав Радзивілл (1593 — 1656) — третій олицький ординат.
- Ельжбета (1588 — 1627)
- Кристина (1598 — 1657) — монахиня-бенедиктинка Евфемія в Несвіжі, з 1632 — абатиса місцевого монастиря.